# Trương Hiếu Trung
Trương Hiếu Trung (chữ Hán: 張孝忠, bính âm: Zhang Xiaozhong, 730 - 30 tháng 4 năm 791, nguyên tên là Trương A Lao (張阿勞), thụy hiệu Thượng Cốc Trinh Vũ vương (上谷貞武王), là tiết độ sứ Nghĩa Vũ dưới thời nhà Đường trong lịch sử Trung Quốc. Ông nguyên là người tộc Hề, từng phục vụ dưới quyền Tiết độ sứ Thành Đức là Lý Bảo Thần. Sau khi Bảo Thần chết, con là Lý Duy Nhạc chống lại triều đình; Trương Hiếu Trung theo lời khuyên của quyền Tiết độ sứ Lư Long Chu Thao, đem đất quản lý của mình là Dịch châu theo về triều đình nhà Đường, được ban chức Tiết độ sứ Dịch Định Thương (về sau đổi là tiết độ sứ Nghĩa Vũ). Trấn của ông nằm giữa Hà Bắc tam trấn, do đó trở thành một phên giậu vững chắc cho chính quyền trung ương ở Hà Bắc. Ông qua đời vào năm 791, ngôi Tiết độ sứ được truyền cho con trai trưởng Trương Mậu Chiêu.

## Thân thế và thời trẻ
Trương A Lao chào đời năm Khai Nguyên thứ 18 thời Đường Huyền Tông (712 - 756). Ông nguyên là người dân tộc Hề, ông bốn đời là Tĩnh, ông nội là Tốn; giữ chức tù trưởng bộ lạc Đại Ất Thất Hoại; cha là Trương Mật vào giữa những năm Khai Nguyên đem người trong bộ lạc theo về với nhà Đường, giữ chức Hồng Lư khanh; về sau do Hiếu Trung được trọng vọng nên truy phong Thượng thư bộ Hộ.
Trương A Lao hình thể to lớn, cao hơn 6 thước, tính khí ngoan cường, dũng cảm, khoan hòa và có hiếu với cha mẹ. Ông cùng với Một Nặc Hàn (về sau là Vương Vũ Tuấn) được đánh giá là những binh sĩ nổi tiếng khắp vùng Yên, Triệu. Cuối thời vua Huyền Tông, triều đình nghe tài thiện xạ của ông nên triệu vào cung làm cận vệ. Về sau tiết độ sứ Phạm Dương An Lộc Sơn tâu xin cho Hiếu Trung làm thiên tướng dưới trướng mình. Trong thời gian này, ông lập công đánh bại quân Đột Quyết.
Năm 755, An Lộc Sơn nổi dậy tại Phạm Dương. Trương Hiếu Trung cùng các tướng như Điền Thừa Tự, Trương Trung Chí được tin tưởng, cho làm tiên phong, tham gia ngay từ những trận chiến đầu tiên. Ông phục vụ chính quyền Đại Yên qua bốn đời hoàng đế An Lộc Sơn, An Khánh Tự, Sử Tư Minh, Sử Triều Nghĩa. Khi Sử Triều Nghĩa bị nhà Đường đánh bại năm 763, Trương Trung Chí ở Hằng châu xin theo về nhà Đường, được chấp thuận và nhận chức Tiết độ sứ Thành Đức, đổi tên là Lý Bảo Thần. Trương A Lao trở thành một tướng dưới quyền Lý Bảo Thần.

## Dưới quyền Lý Bảo Thần
Giữa những năm Thượng Nguyên thời Đường Túc Tông (756 - 762), ông nhận chức Tả lĩnh quân trung tướng, gia Tả Kim Ngô Vệ tướng quân đồng chánh, rồi Điện trung giám; được ban tên là Hiếu Trung. Những năm sau đó, ông lần lượt nhận làm quân sứ hai vùng Phi Hồ, Cao Dương. Lý Bảo Thần thấy Trương Hiếu Trung cẩn trọng lại dũng cảm nên đem em vợ là Cốc thị gả cho, lại còn bổ nhiệm ông làm thống quân ở Dịch châu. Ông ở Dịch châu hơn 10 năm, ân uy tỏ rõ, nhiều người kính phục.
Năm 775, nhân việc Tiết độ sứ Ngụy Bác đem quân chiếm đất Tương, Vệ thuộc trấn Chiêu Nghĩa; triều đình dự định đem quân thảo phạt. Lý Bảo Thần vốn mang hận vì Điền Thừa Tự giết em mình là Lý Bảo Chánh, nên cùng Tiết độ sứ Tri Thanh Lý Chánh Kỉ xin triều đình vua Đường Đại Tông (762 - 779) đem quân thảo phạt. Điền Thừa Tự đem quân xâm phạm Ký châu, Lý Bảo Thần sai ông đem quân chống giữ. Thừa Tự thấy ông trên thành Ký châu, quân ngũ chỉnh tề, than rằng: Trương A Lao ở tại đây thì Ký châu không thể mưu tính được rồi, sau đó thì lui quân. Về sau giữa Bảo Thần và Chu Thao ở Lư Long nảy sinh mối thâm thù, Bảo Thần liên cho Hiếu Trung làm Thứ sử Dịch châu, ngăn chặn quân của Chu Thao đến tấn công. Về sau được tiến cử làm Thái tử tân khách, kiêm Ngự sử trung thừa, tước Phạm Dương quận vương.
Những năm cuối đời, Lý Bảo Thần ra sức củng cố thế lực, xây dựng chính quyền bán độc lập với nhà Đường; còn dự định cho con trai mình là Lý Duy Nhạc kế tục chức Tiết độ sứ. Thấy Duy Nhạc tuổi nhỏ yếu đuối, sợ con bị các tướng dưới quyền nổi dậy chống lại nên Bảo Thần tìm cách giết hết những tướng có thế lực, như thứ sử Định châu Trương Nam Dung, Thứ sử Triệu châu Trương Bành Lão... Lại sai sứ triệu Hiếu Trung đến Hằng châu, ông lo sợ bị giết nên cáo bệnh không đến. Bảo Thần sai em Hiếu Trung là Hiếu Tiết đến dụ bảo. Ông nói:
Chư tướng không có tội trạng gì mà liên tiếp bị giết. Hiếu Trung sợ chết nên chẳng dám đến, nhưng cũng không muốn làm phản...
Hiếu Tiết khóc nói: Anh không đi, tôi về trấn thì sẽ bị giết mất. Trương Hiếu Trung đáp rằng nếu đi thì hai anh em đều phải chết cả, còn nếu không đi thì Bảo Thần sẽ sợ thế lực của mình ở ngoài, không dám giết Hiếu Tiết. Quả nhiên dự đoán của ông là đúng. Rốt cục thì Bảo Thần giết hơn 20 tướng, chỉ có Trương Hiếu Trung và thông gia với Bảo Thần là Vương Vũ Tuấn, thoát chết.

## Đầu hàng nhà Đường
Năm 781, Lý Bảo Thần trúng độc qua đời, con là Lý Duy Nhạc giấu không phát tang, tự lập làm lưu hậu ở Thành Đức; nhưng triều đình nhà Đường không đồng ý công nhận. Duy Nhạc liền liên kết với Điền Duyệt (cháu Điền Thừa Tự) ở Ngụy Bác, Lý Nạp (con Lý Chánh Kỉ) ở Tri Thanh và Lương Sùng Nghĩa ở Sơn Nam Đông Đạo cùng chống triều đình, sử gọi là loạn tứ trấn. Triều đình nhà Đường cử Chu Thao ở Lư Long đem quân tấn công các trấn phản loạn. Thao dẫn quân tấn công Thành Đức từ phía bắc. Khi quân Yên đến Dịch châu, Trương Hiếu Trung sai quân ra chống cự quyết liệt, cầm chân Chu Thao một thời gian. Thấy khó thắng được, Thao sai phán quan Thái Hùng tới thuyết phục ông đầu hàng, cuối cùng ông đồng ý, sai Nha quan đi cùng Hùng về báo với Thao, và cử Dịch châu lục sự tham quân Đổng Chấn nhập triều dâng biểu hàng phục. Đường Đức Tông (779 - 805) bằng lòng, gia phong ông là Kiểm giáo công bộ thượng thư, Thứ sử Hằng châu kiêm Ngự sử đại phu, Thành Đức quân tiết độ sứ, thực phong 200 hộ, lệnh cùng hợp binh với Thao đánh Duy Nhạc, hứa sau khi việc thành sẽ giao cho ông cai trị đất Triệu. Sau sự việc này, Lý Duy Nhạc liền cho giết em trai ông là Hiếu Nghĩa cùng ba con gái của Hiếu Trung đang ở Hằng châu.
Trương Hiếu Trung cảm kích Chu Thao, nên hỏi cưới con trai mình là Trương Mậu Hòa cho con gái của Thao; hai nhà kết thông gia và qua lại thân thiết

## Trong loạn tứ trấn
Liên quân của ông và Chu Thao đánh bại quân Thành Đức nhiều trận, đến mùa xuân năm 782 thì hạ được Thúc Lộc (thuộc Thạch Gia Trang) rồi đánh sang Thâm châu; Lý Duy Nhạc đem quân tấn công hòng chiếm lại Thúc Lộc nhưng không được, phải chạy về Hằng châu. Chu Thao nhân đà thắng lợi, muốn tiến binh vào thẳng Hằng châu, nhưng Trương Hiếu Trung bất ngờ dẫn quân của mình rút lui về Nghĩa Phong. Các tướng dưới quyền đều lấy làm lạ; Hiếu Trung nói:
Ta muốn phá quân giặc, thì cũng phá được một trận. Nhưng Hằng châu tướng giỏi còn nhiều, sao có thể xem thường được. Nay nếu ta đánh gấp thì chúng sẽ liên kết với nhau chống ta, nếu ta hoãn lại thì chúng sẽ quay sang cấu xé nhau. Bây giờ chỉ cần ngồi đây chờ tin tiểu tử Duy Nhạc bại vong mà thôi. Vả lại, Tư đồ (chỉ Chu Thao) chỉ có cái mạnh miệng mà suy nghĩ nông cạn, lúc đầu có thể kết minh nhưng khó mà cùng nhau đi đến hết đường.
Thao thấy Hiếu Trung lui quân cũng dừng ở Thúc Lộc, không tiến nữa. Quả nhiên về sau Vương Vũ Tuấn làm phản, giết Lý Duy Nhạc rồi đầu hàng nhà Đường. Sau đó thứ sử Định châu Dương Chánh Nghĩa cũng đầu hàng, trong tay Trương Hiếu Trung bấy giờ có hai châu Dịch, Định. Thứ sử Thâm châu Dương Vinh Quốc là anh rể Duy Nhạc cũng theo về Chu Thao. Ở các mặt trận còn lại, Lý Hi Liệt diệt Lương Sùng Nghĩa, Lý Bão Chân vây khốn Ngụy châu, ai ai cũng cho rằng loạn lạc sắp dẹp yên, quốc gia sẽ thống nhất.
Triều đình trung ương quyết định phân Thành Đức làm ba phần: lấy Trương Hiếu Trung quản lý ba châu Dịch, Định, Thương, Vương Vũ Tuấn là Hằng, Ký đô Đoàn luyện Quan sát sứ, Khang Nhật Tri là Thâm, Triệu đô Đoàn luyện Quan sát sứ. Tại Định châu, triều đình bố trí Nghĩa Vũ quân, giao cho Trương Hiếu Trung làm tiết độ sứ, lãnh thổ gồm có ba châu trên; lại gia Kiểm giáo Binh bộ thượng thư, Dịch Định Thương đẳng châu quan sát sứ.
Nhân việc Chu Thao, Vương Vũ Tuấn oán giận triều đình thưởng bạc; Điền Duyệt (đang nguy khốn ở Ngụy châu) liền gửi thư thuyết phục Chu, Vương liên kết cùng mình chống Đường, hứa nhường Bối châu cho Thao. Do vậy ba người này liên thủ với nhau chống lại triều đình. Thao lại sai Thái Hùng đến Định châu thuyết phục Trương Hiếu Trung, đem vàng bạc ra dụ dỗ, nhưng ông không chấp nhận. Chu Thao sau đó đưa quân về phía nam, để Lưu Phanh ở lại U châu trấn giữ phòng Trương Hiếu Trung đem quân đánh sang. Lúc này trấn Nghĩa Vũ bốn phía xung quanh đều là các trấn nổi dậy, nên ông xây thành đắp lũy, khích lệ quân tướng chuẩn bị đối phó với các cuộc tấn công của Chu Thao và Vương Vũ Tuấn. Lúc này Vũ Tuấn sai con là Vương Sĩ Chân bao vây Khang Nhật Tri ở Triệu châu. Thần Sách binh mã sử Lý Thịnh theo lệnh triều đình, đưa quân lên Hà Bắc giải vây Triệu châu và viện trợ cho Nghĩa Vũ. Trương Hiếu Trung gả con gái mình cho con trai Thịnh là Lý Bằng, hai bên hiệp lực với nhau, phòng giữ vững chắc Dịch, Định; quân giặc không dám xâm phạm. Về sau cuối năm 782, bốn trấn tạo phản xưng vương hiệu: Chu Thao là Kì vương, Điền Duyệt là Ngụy vương, Vương Vũ Tuấn xưng Triệu vương, Lý Nạp xưng Tề vương.
Mùa xuân năm 783, Trương Hiếu Trung cử con là Trương Thăng Vân hợp quân với Lý Thịnh đánh tướng dưới quyền của Chu Thao là Trịnh Cảnh Tế ở Thanh Uyển. Chu Thao được tin liền rời Ngụy châu, chỉ huy quân giao chiến, đánh bại Lý Thịnh. Về sau Thịnh bị bệnh nặng, phải lui quân, Trương Thăng Vân cũng đưa lực lượng của mình chạy về Định châu.
Quân triều đình bị tiết độ sứ làm phản ở Hoài Tây Lý Hi Liệt bao vây tại Tương Thành. Trước tình hình đó, Đường Đức Tông triệu tiết độ sứ Kinh Nguyên là Diêu Lệnh Ngôn tới cứu. Ngày 2 tháng 11 năm 783, Diêu Lệnh Ngôn dẫn 5000 quân Kinh Nguyên đến Trường An, nhưng do bị tiếp đãi sơ sài, tướng sĩ Kinh Nguyên đều tức giận, cùng cùng nhau tấn công vào cung. Vua hoảng sợ, vội triệu quân cấm vệ đến hộ giá nhưng không có ai đến cả, bất đắc dĩ phải bỏ Trường An, chạy về Phụng Thiên. Quân Kinh Nguyên cướp phá hoàng cung, đón anh Chu Thao là Chu Thử vào cung tôn làm chủ. Chu Thử tự xưng là hoàng đế nước Đại Tần (sau cải là Đại Hán), cải nguyên Ứng Thiên, chính thức ra mặt phản lại nhà Đường.
Lý Thịnh lúc này đã khỏi bệnh muốn ngay lập tức đem quân về Phụng Thiên cứu giá. Trương Hiếu Trung cho rằng mình đang ở tình thế lưỡng đầu thọ địch, muốn giữ Lý Thịnh ở lại giúp đỡ, không cho Thịnh đến Phụng Thiên. Thịnh bèn tìm cách mua chuộc thân tín của Hiếu Trung bằng vàng bạc và nhờ Lý Bằng nói giúp, cuối cùng ông mới đồng ý cho Lý Thịnh rời Nghĩa Vũ, lại lệnh Dương Quốc Vinh đem 600 quân hỗ trợ triều đình. Mùa thu năm 784, Chu Thử bị diệt, bốn trấn xưng vương phải xin hàng phục, Nhà Vua xét công ban thưởng, gia phong Đồng trung thư môn hạ bình chương sự. Khi đó tướng Trình Nhật Hoa trấn giữ Thương châu được triều đình thăng làm Hoành Hải tiết độ sứ, khiến cho lãnh thổ Nghĩa Vũ thu hẹp chỉ còn hai châu Dịch, Định.

## Cai trị Nghĩa Vũ và qua đời
Năm 786, Hà Bắc đại hạn, lương thực khan hiếm, gạo lên tới 1500 lạng một đấu khiến dân tình xơ xác, thây người chết đói chất đầy đường. Trương Hiếu Trung liền cắt phần ăn của mình, hằng ngày chỉ ăn đậu phụ để thực hành tiết kiệm, dân chúng khâm phục, coi ông là hiền tướng.
Năm 787, Trương Hiếu Trung được thêm chức Kiểm giáo tư không. Đường Đức Tông còn đem con gái là Nghĩa Chương công chúa gả cho con trai ông là Trương Mậu Tông. Hiếu Trung sai em gái của phu nhân là Cốc thị vào triều, được đón tiếp long trọng. Năm 789, do bị tướng tá xúi giục, ông đem quân xâm phạm Úy châu, bắt giữ nhiều người dân và gia súc. Đức Tông hạ chiếu trách móc, ông bèn cho lui quân sau 10 ngày. Sau sự kiện này, ông bị tước chức Đồng bình chương sự.
Năm 791, Trương Hiếu Trung qua đời, hưởng thọ 62 tuổi. Vua Đường phế triều ba ngày, truy tặng ông là Thượng Cốc vương, Thái phó, sau tặng Ngụy châu đại đô đốc, hàm Thái sư, thụy hiệu là Trinh Vũ. Ngôi Tiết độ sứ được truyền cho người con trai trưởng là Trương Thăng Vân, sau đổi tên thành Trương Mậu Chiêu.